# Кампан (коммуна)
Кампа́н (фр. и окс. Campan) — коммуна во Франции, находится в регионе Юг — Пиренеи. Департамент — Верхние Пиренеи. Административный центр кантона Кампан. Округ коммуны — Баньер-де-Бигор.
Код INSEE коммуны — 65123.

## География

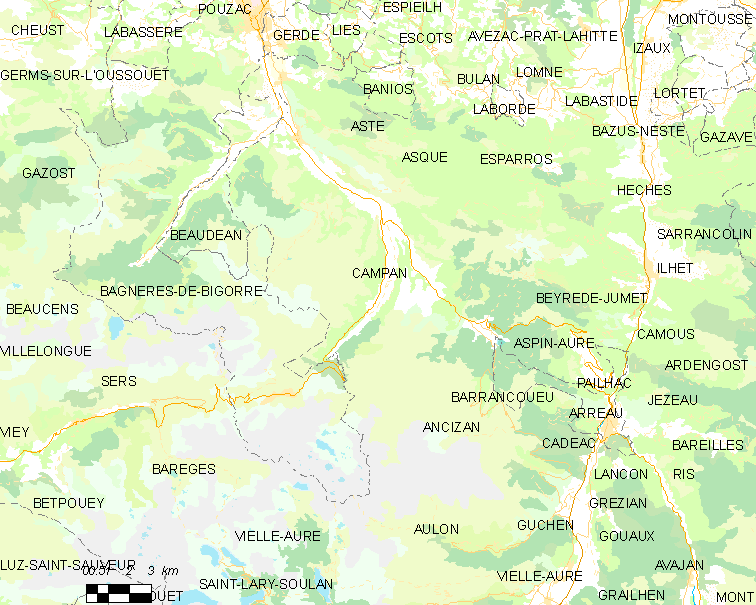
Карта коммуны

Коммуна расположена приблизительно в 670 км к югу от Парижа, в 125 км юго-западнее Тулузы, в 26 км к югу от Тарба.
По территории коммуны протекают реки Адур и Адур-де-Лепон.

## Климат
Климат умеренно-океанический с солнечной тёплой погодой и обильными осадками на протяжении практически всего года.

## Население
Население коммуны на 2010 год составляло 1457 человек.
| 1962 | 1968 | 1975 | 1982 | 1990 | 1999 | 2010 |
| ---- | ---- | ---- | ---- | ---- | ---- | ---- |
| 1634 | 1546 | 1481 | 1458 | 1390 | 1475 | 1457 |

## Администрация
| Период | Период | Фамилия        | Партия                             | Примечания |
| ------ | ------ | -------------- | ---------------------------------- | ---------- |
| 2001   | 2003   | Гамель Сенклер |                                    |            |
| 2003   | 2008   | Марк Шикулаа   | Объединение в поддержку республики |            |
| 2008   | 2020   | Жерар Ара      | беспартийный                       |            |

## Экономика
В 2010 году среди 898 человек трудоспособного возраста (15-64 лет) 675 были экономически активными, 223 — неактивными (показатель активности — 75,2 %, в 1999 году было 74,9 %). Из 675 активных жителей работали 627 человек (321 мужчина и 306 женщин), безработных было 48 (18 мужчин и 30 женщин). Среди 223 неактивных 61 человек были учениками или студентами, 109 — пенсионерами, 53 были неактивными по другим причинам.

## Достопримечательности
- Церковь Св. Иоанна Крестителя (XVI век). Исторический памятник с 1972 года[4]
- Церковь Успения Божьей Матери (XVIII век). Исторический памятник с 1989 года[5]
- Крытый рынок (XVI век). Исторический памятник с 1927 года[6]

## Города-побратимы
- Баньерес (Испания, с 1996)

## Фотогалерея

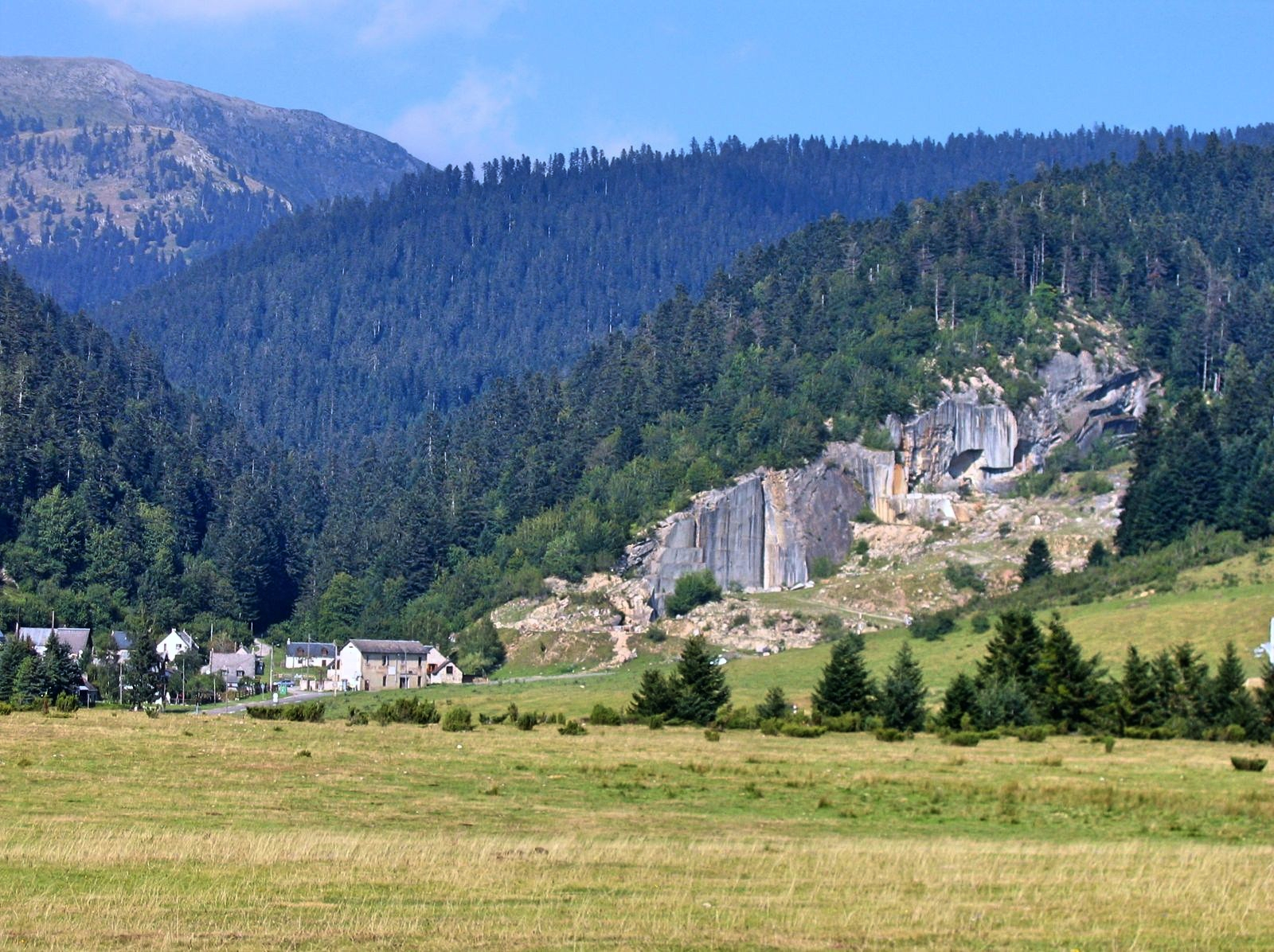
Кампан
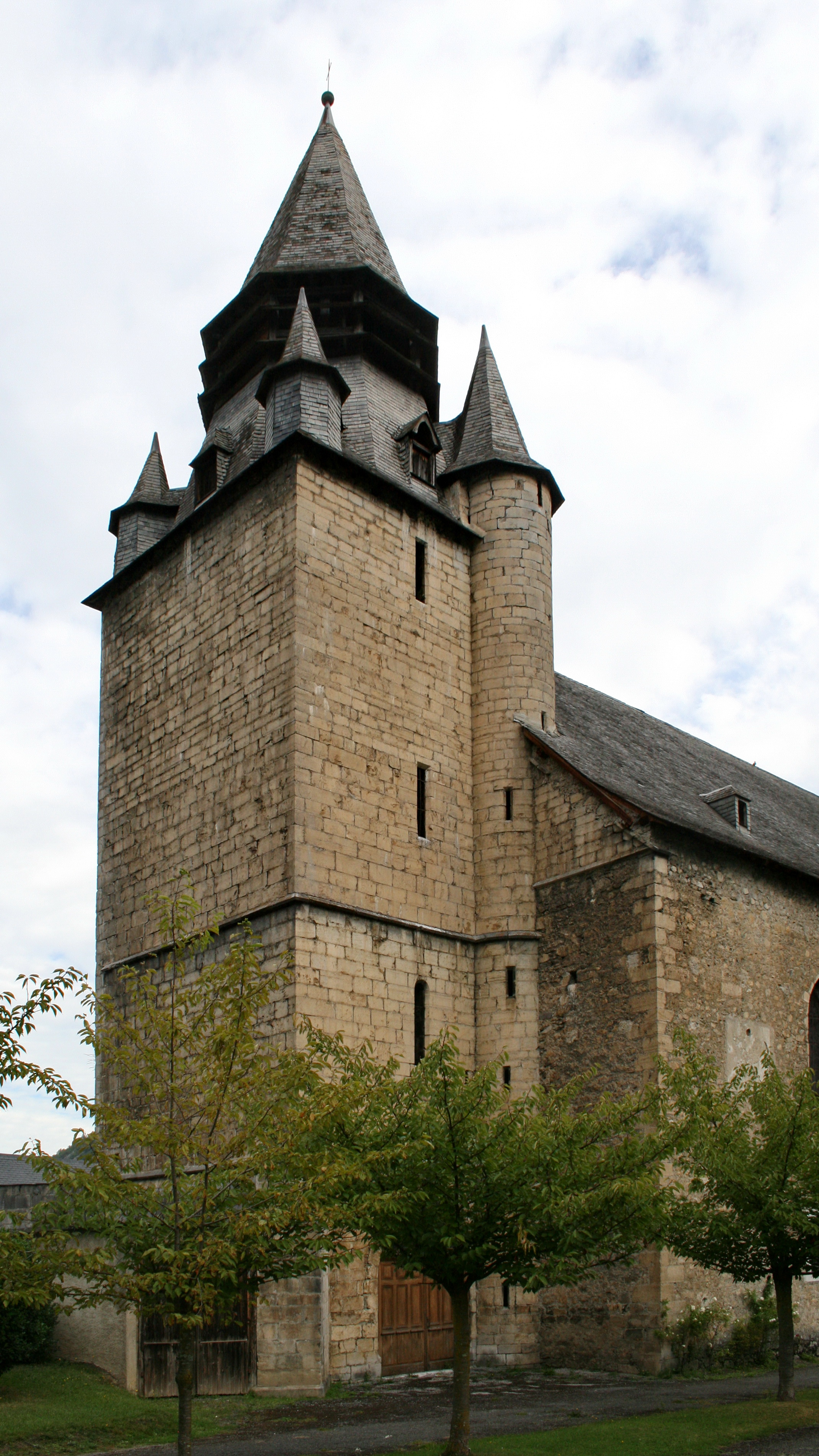
Церковь Св. Иоанна Крестителя
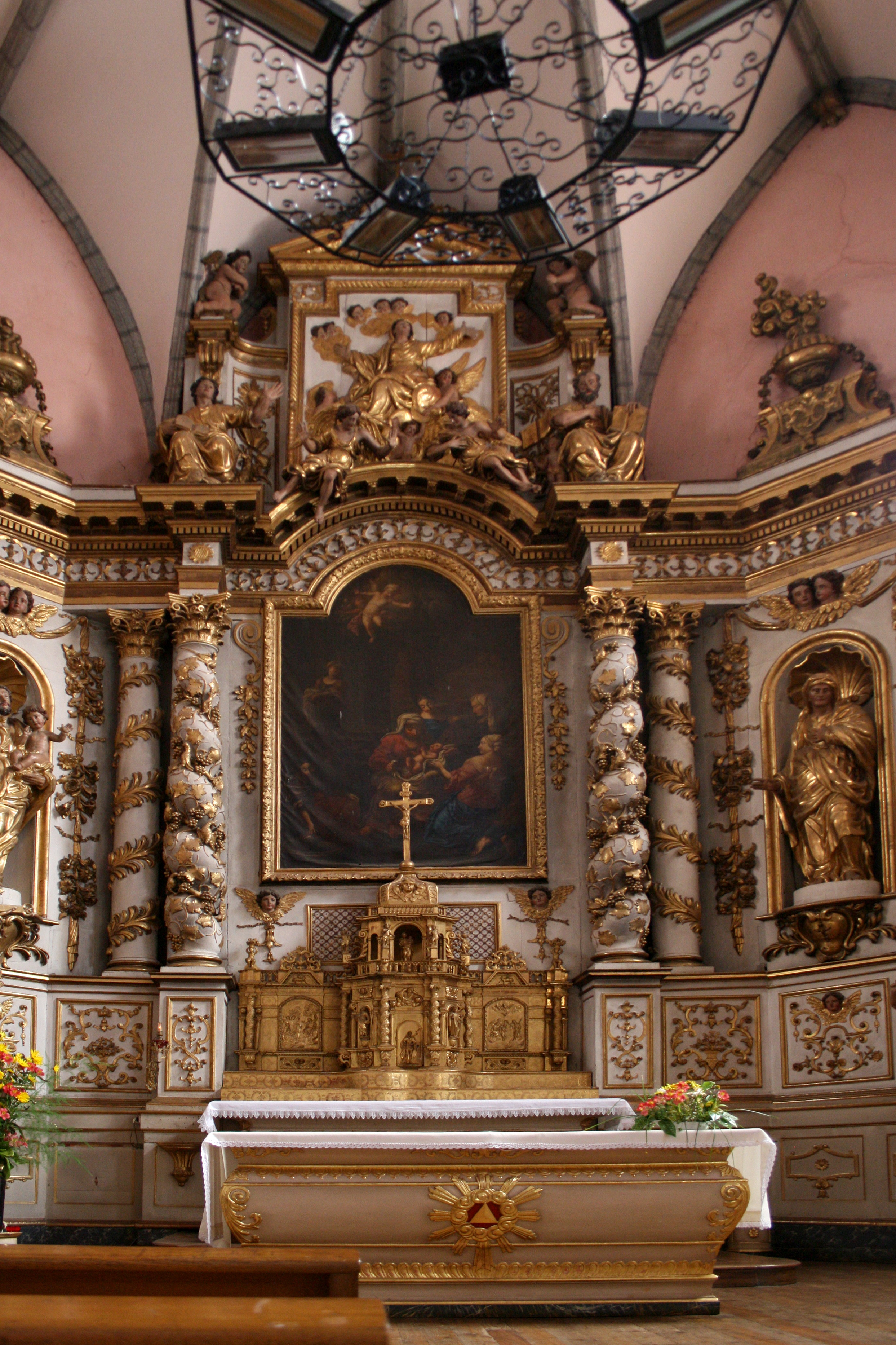
Интерьер церкви Св. Иоанна Крестителя
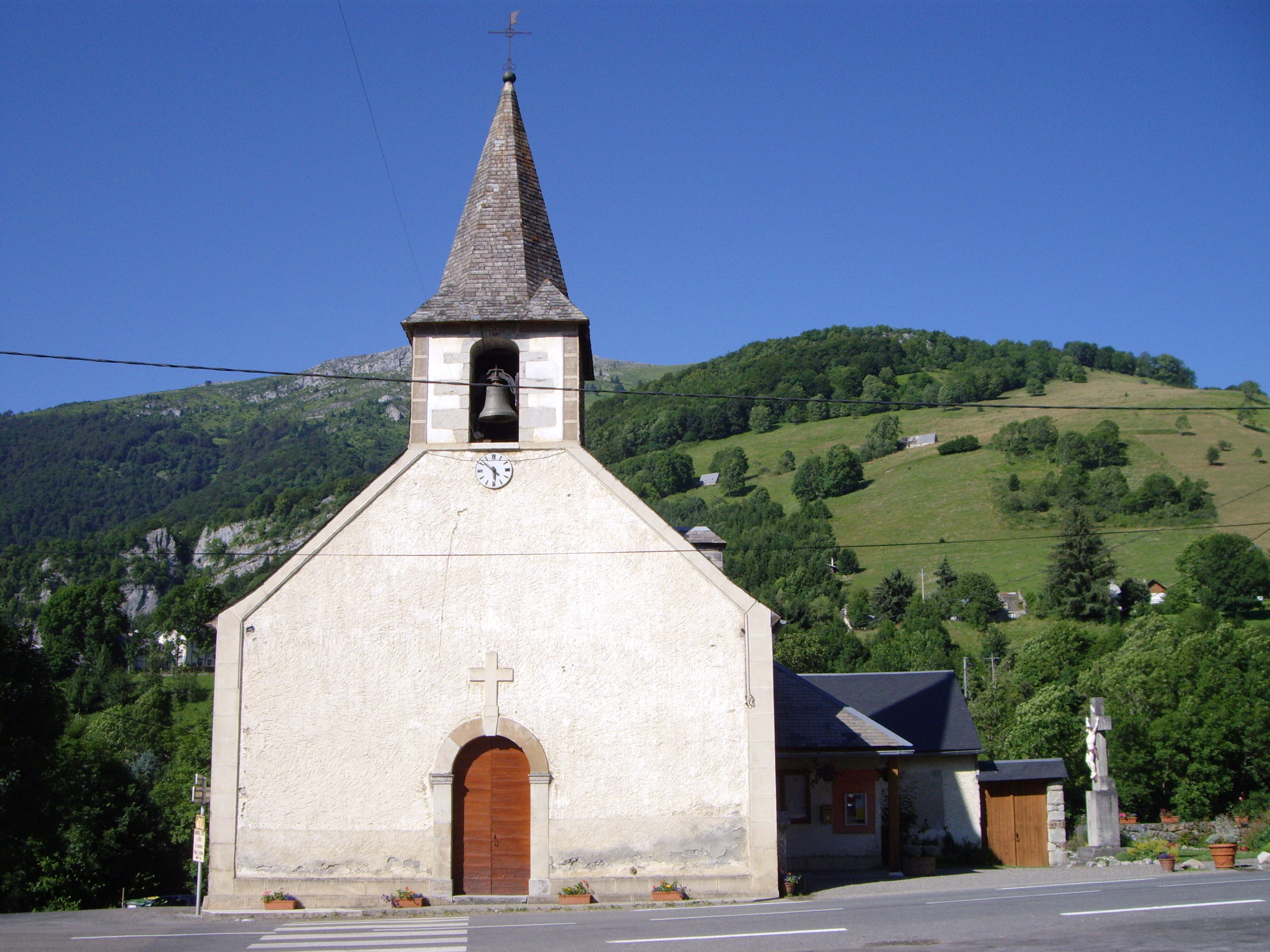
Церковь Св. Винсента
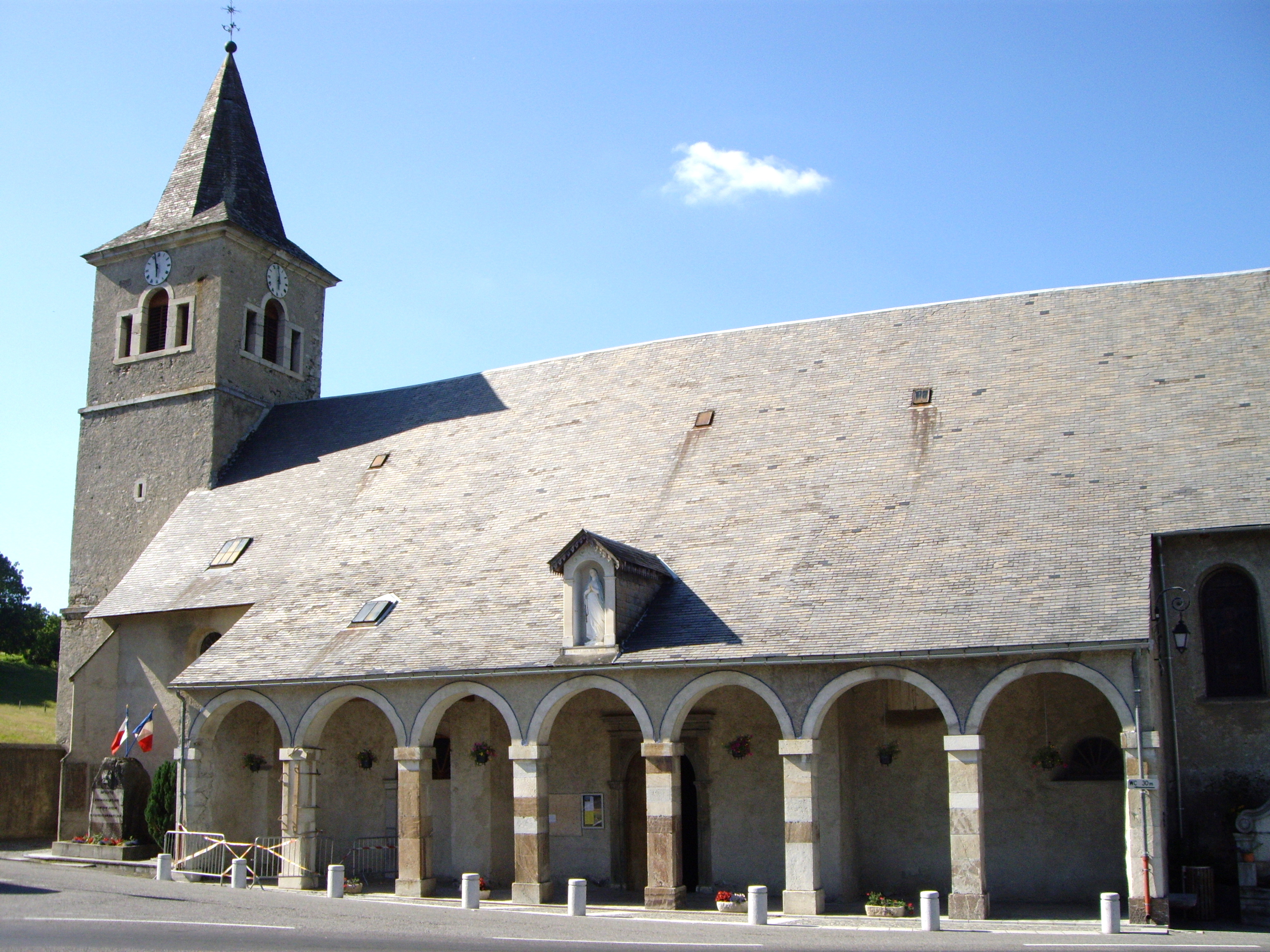
Церковь Успения Божьей Матери
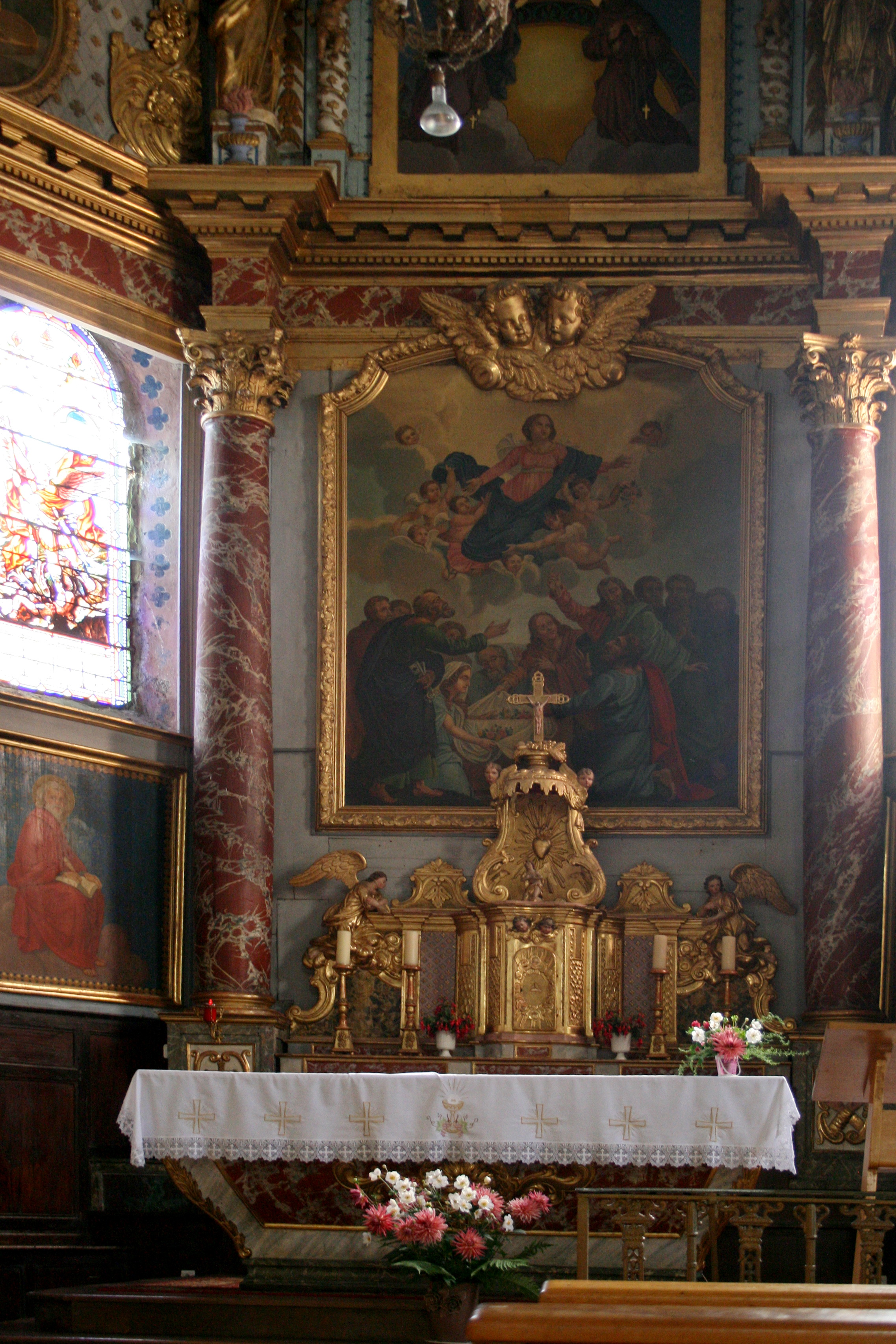
Интерьер церкви Успения Божьей Матери
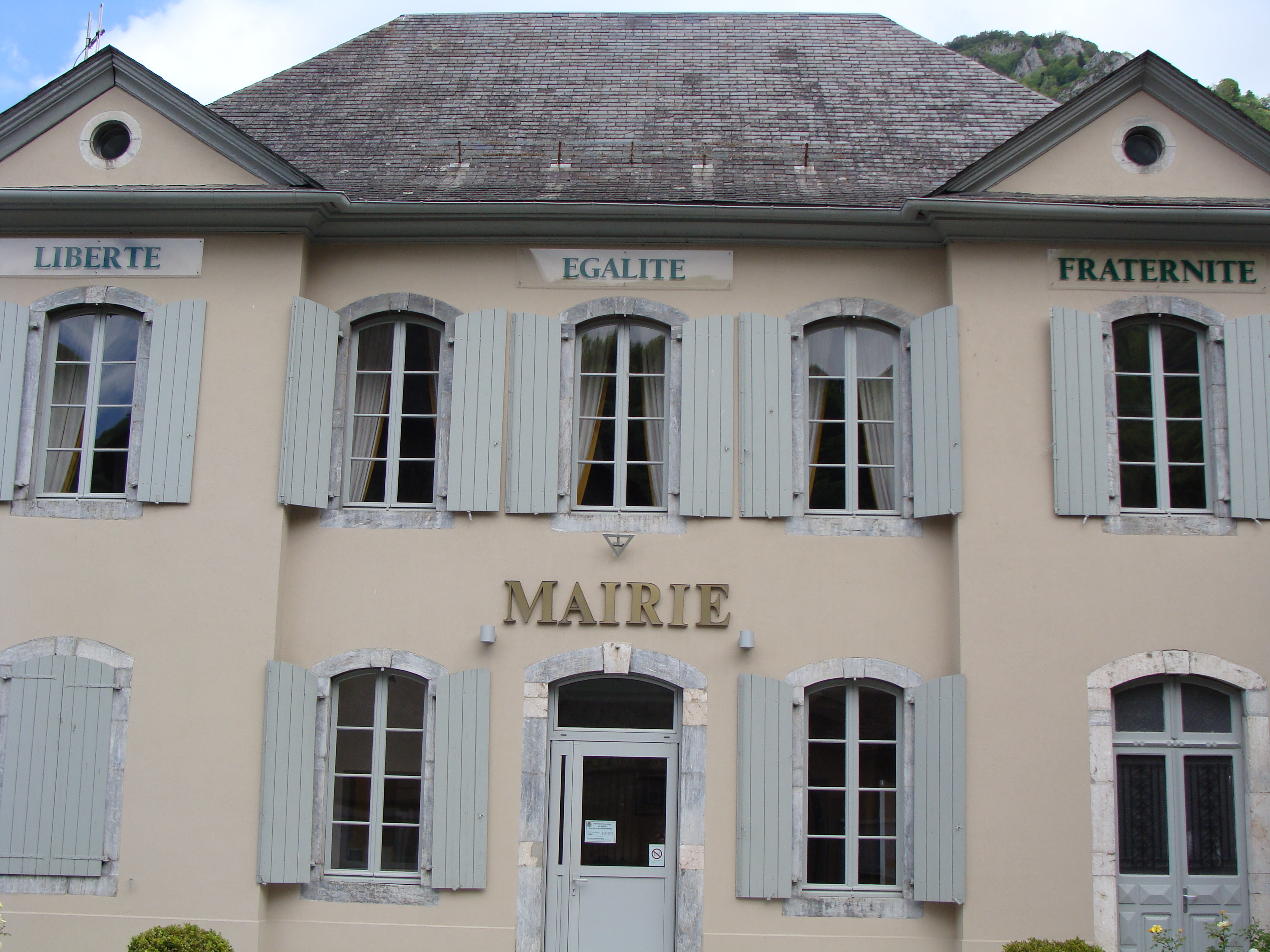
Мэрия
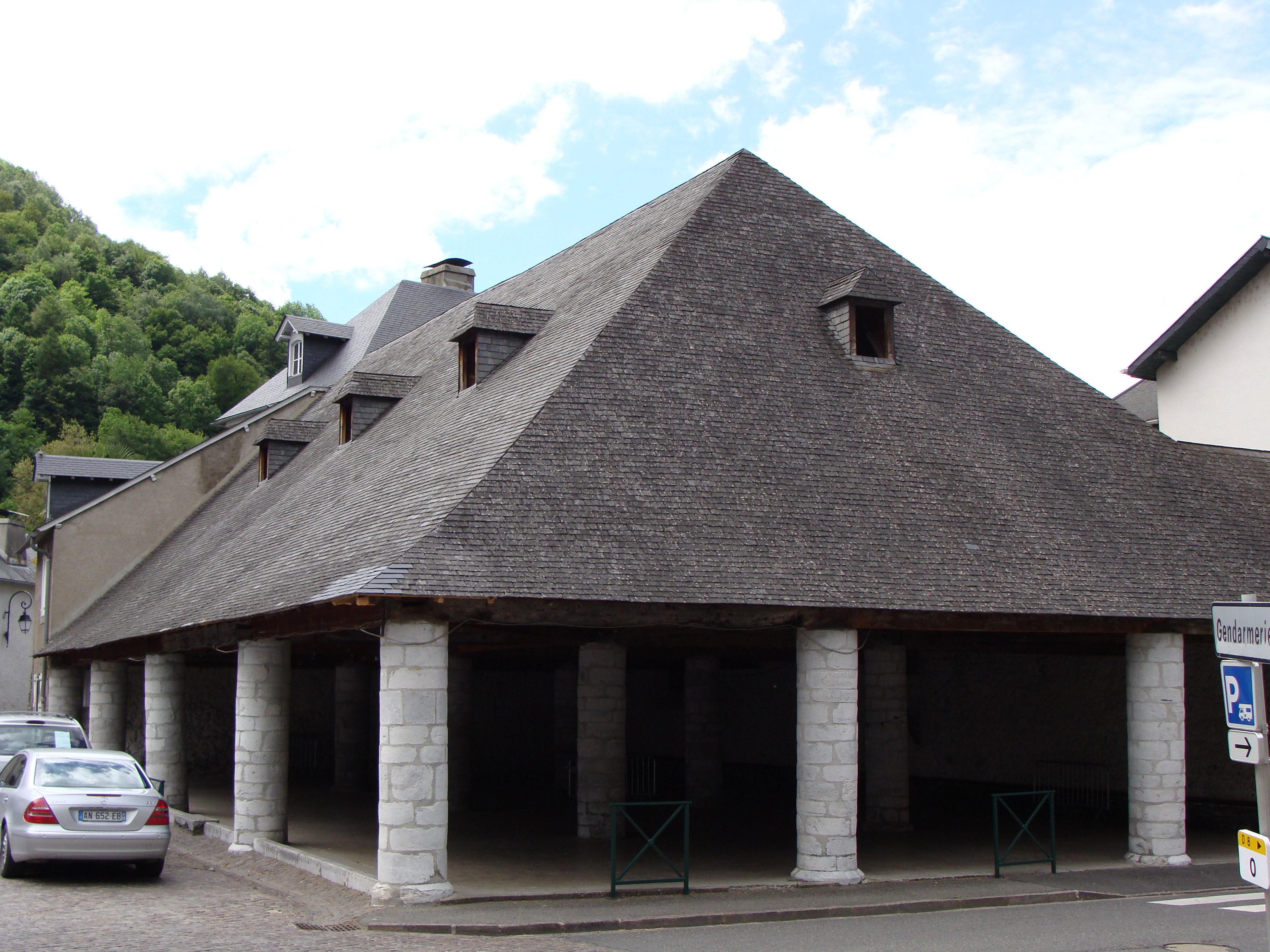
Крытый рынок
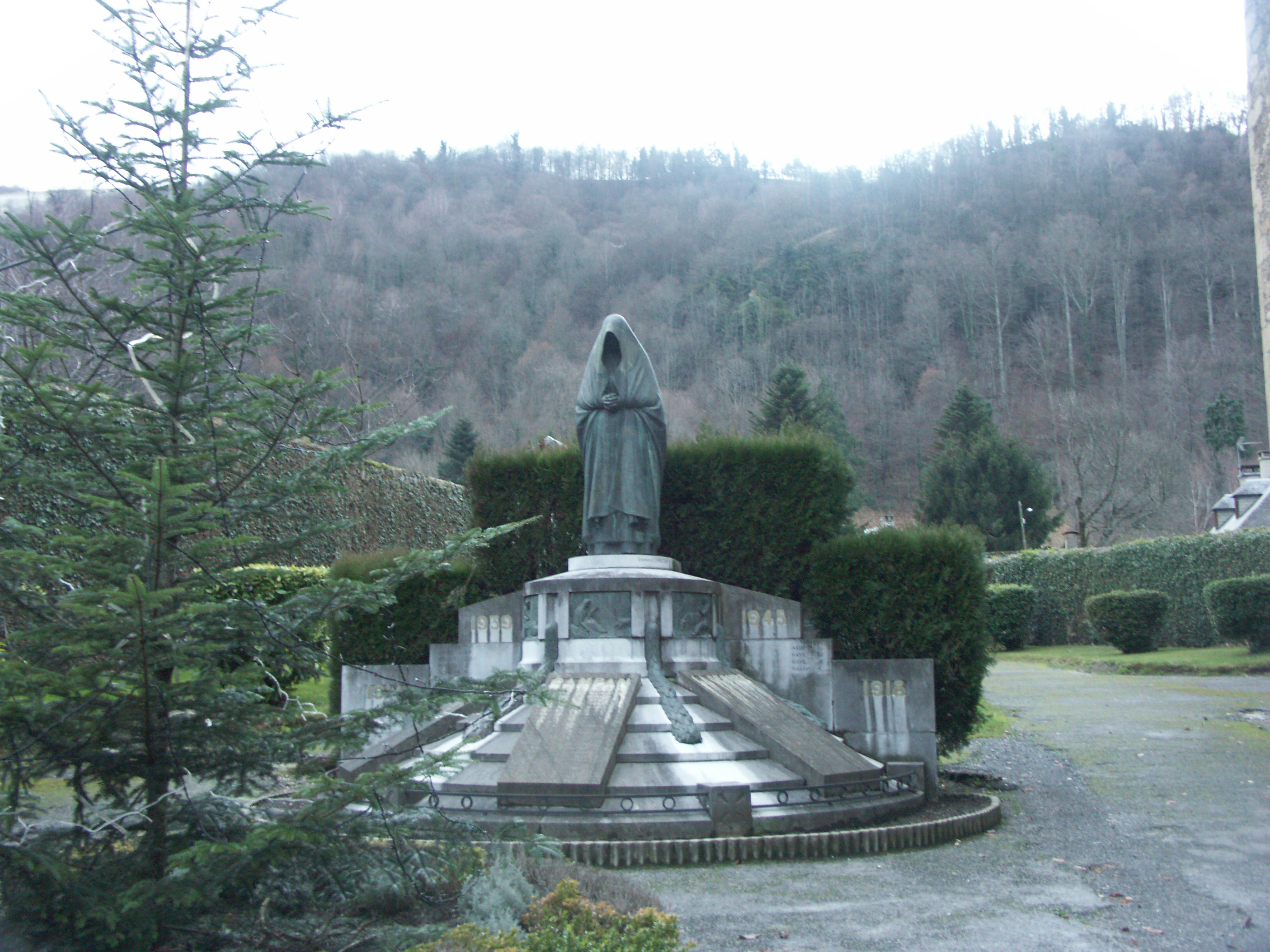
Военный мемориал
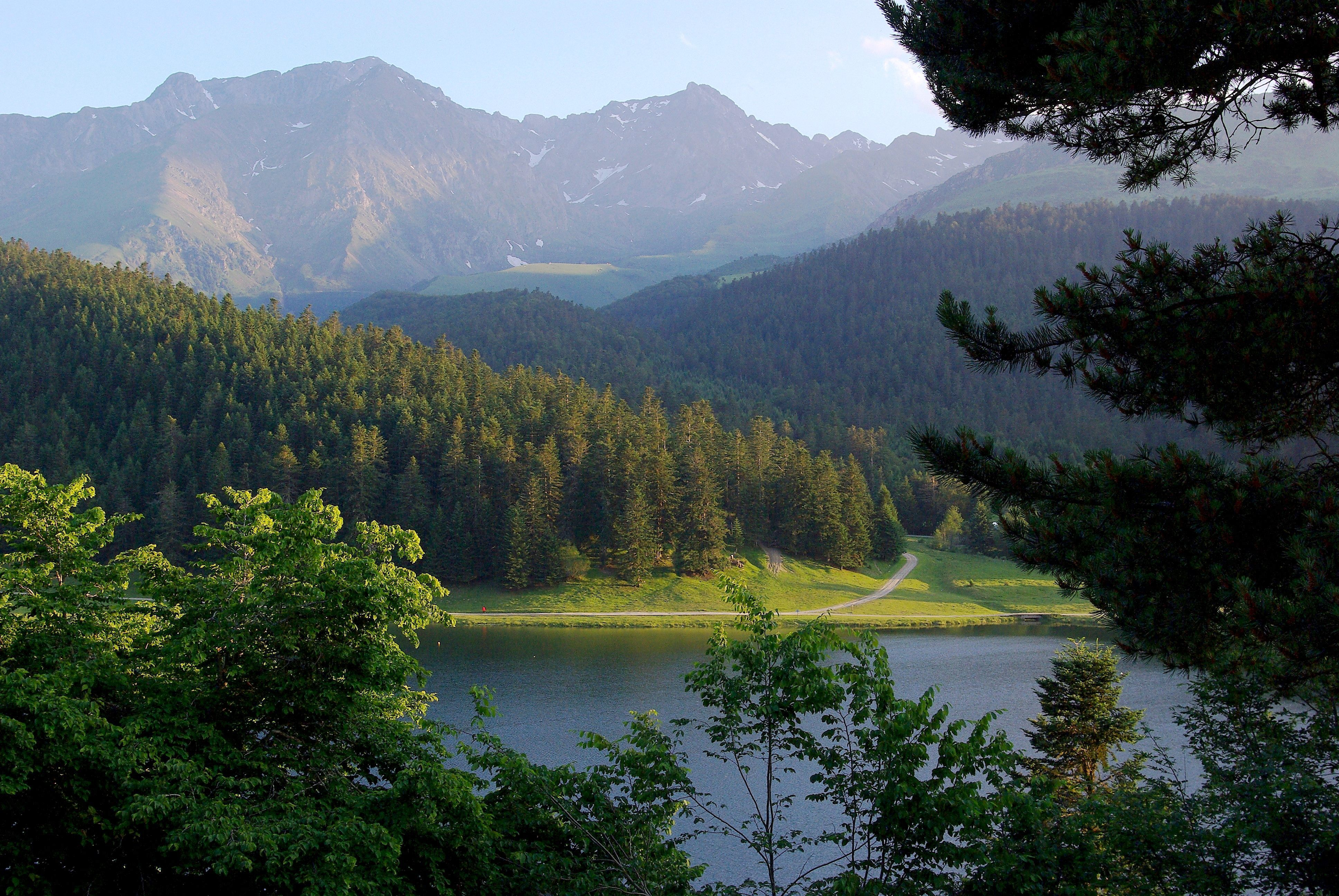
Озеро Пейоль